# Aaron Quinlan
Aaron Quinlan (ur. 14 maja 1974) – nowozelandzki zapaśnik walczący w obu stylach. Zajął 26. miejsce na mistrzostwach świata w 1995. Dziewiąty na igrzyskach Wspólnoty Narodów w 2010. Zdobył jedenaście medali na mistrzostwach Oceanii w latach 1992 – 2014. Mistrz Oceanii w zapasach plażowych w 2010 roku.